# キヤノンビジネスサポート
キヤノンビジネスサポート株式会社は、バックオフィス業務処理事業ならびに人材開発・人材派遣を手掛けるアウトソーシング企業である。

## 概要
システムエンジニアの人材派遣を目的にキヤノテック株式会社（現 キヤノンITソリューションズ株式会社）により設立された、キヤノテックプロフェッショナルサービスを前身とする。キヤノンマーケティングジャパンの発行済株式100％の子会社であり、キヤノン株式会社の孫会社である。
キヤノンマーケティングジャパングループのシェアードサービス機能を担うとともに、効率化によって生じた人員を活かしたグループ外へのサービス提供を行う。

## 沿革
- 1997年 - システムエンジニアの人材派遣を目的に、キヤノテック（現キヤノンITソリューションズ）により設立。
- 2003年 - キヤノンマーケティングジャパンに株主異動。
- 2004年 - 不動産管理事業を営むキヤノンファシリティマネジメント株式会社と合併。
- 2005年 - キヤノンマーケティングジャパングループに対するシェアードサービス事業を開始。
- 2006年 - 現社名に変更。
- 2009年 - マネージド・プリント・サービス事業をキヤノンプリントスクエアに、修理窓口運営サービスをキヤノンカスタマーサポートに、それぞれ事業譲渡。
- 2010年 - 営業支援事業を分割しキヤノンフィールドアシストへ移管。

## 事業

### 業務処理サービス
バックオフィス業務を対象とした、ビジネス・プロセス・アウトソーシングサービスを提供している。
- 受注業務：受注入力および売掛金管理業務の実施
- 倉庫・物流管理業務：在庫管理、集荷配送、キッティング、社有資産管理などの物流関連サービスの提供
- 拠点運営業務：事務用品・オフィス機器消耗品の補充管理、メール室業務、社有車管理などの拠点運営サービスの提供

### 人材サービス
企業内人材の育成と社外の人的リソース活用をミックスした、人的資源戦略のサポートを行っている。
- 人材開発事業：ビジネススキル研修やキヤノン製品知識研修、ならびにスキル情報管理サービスの提供
- 人材派遣事業：オフィスワークやセールスプロモーション分野を中心とした、グループ内外へのスタッフ派遣サービスの提供

### 不動産賃貸
自社物件を持ち、テナント企業に貸出している。